# Metal del bloque p

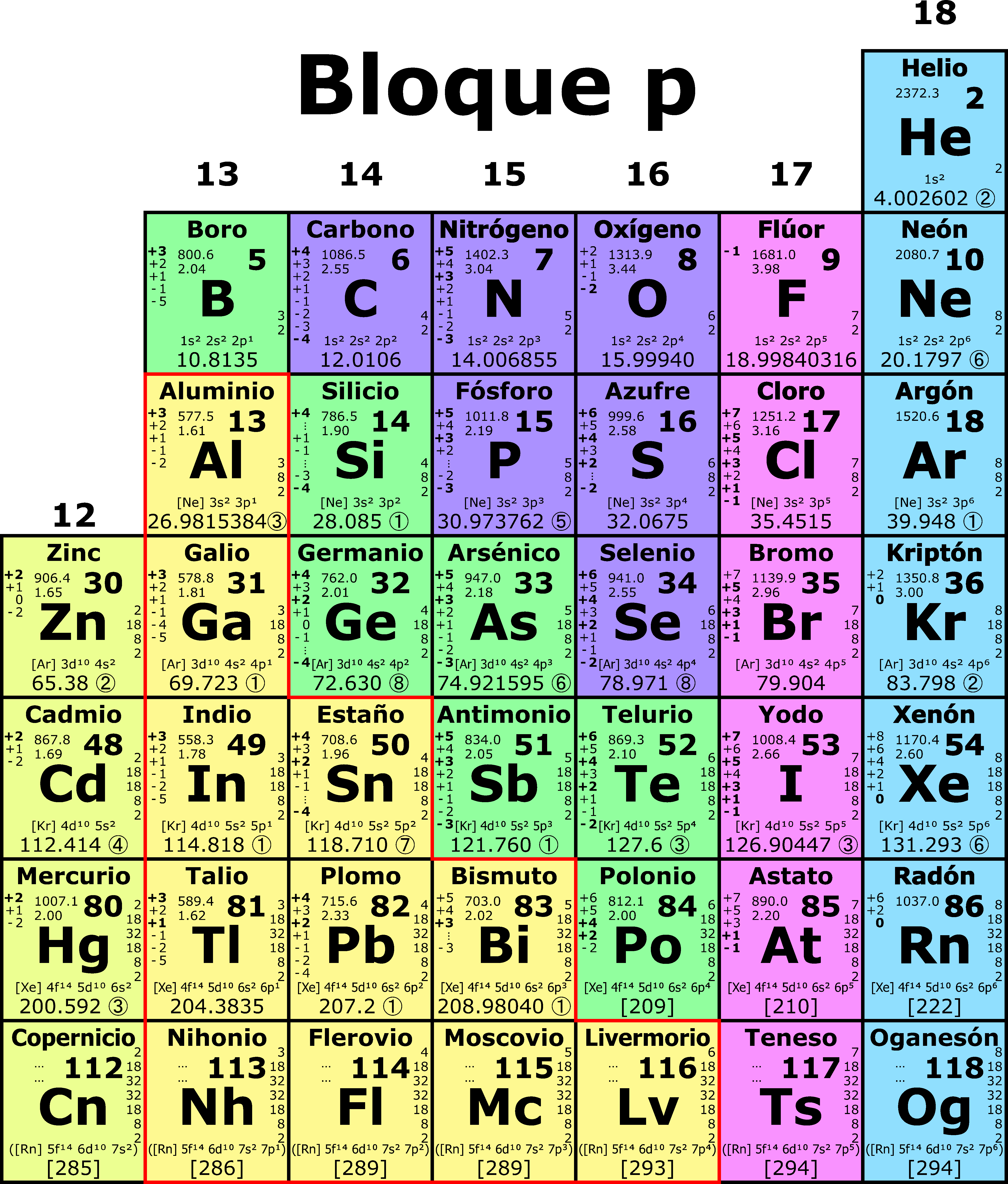
Elementos del bloque p. Sobre fondo amarillo y bordeado de rojo, los elementos metálicos de este bloque.

Los metales del bloque p se encuentran ubicados en la tabla periódica entre los metales de transición a su izquierda y los metaloides (o semimetales). A lo largo de la historia de la química han recibido diferentes nombres, como metales post-transición, metales pobres y otros metales. Físicamente, estos metales son blandos (o quebradizos), con poca resistencia mecánica y por lo general, tienen puntos de fusión y de ebullición más bajos que los de los metales de transición, a la vez que son los elementos metálicos más electronegativos. Su electrones de valencia se encuentran solo en la capa exterior. Desde el punto de vista químico, se caracterizan por mostrar cierta tendencia a formar enlaces covalente.  Sus óxidos suelen ser anfóteros, desde el punto de vista ácido-base, formando hidróxidos solubles en exceso de reactivo, debido a la formación de iones complejos hidroxilados. También forman especies aniónicas, como aluminatos, estannatos y bismutatos (en el caso del aluminio, estaño y bismuto, respectivamente). También pueden formar fases de Zintl, es decir, compuestos semimetálicos formados entre metales altamente electropositivos (metales alcalinos o alcalinotérreos) y metales o metaloides moderadamente electronegativos.
En cuanto a los elementos incluidos dentro de esta denominación, se encuentran los metales  del grupo 13 a 16 en los períodos 4 a 6 del sistema periódico, a saber, galio, indio y talio, estaño y plomo, bismuto y, a veces, polonio; y el aluminio, un metal del grupo 13 en el período 3. Los elementos artificiales, con número atómico desde el 113 al 116 ( Nihonio, Flerovio, Moscovio  y Livermorio) también pueden incluirse en este grupo.